# Thalassodes byrsopis
Thalassodes byrsopis är en fjärilsart som beskrevs av Edward Meyrick 1886. Thalassodes byrsopis ingår i släktet Thalassodes och familjen mätare. Inga underarter finns listade i Catalogue of Life.